# Zyprischer Fußballpokal 1967/68
Der Zyprische Fußballpokal 1967/68 war die 26. Austragung des zyprischen Pokalwettbewerbs. Er wurde vom zyprischen Fußballverband ausgetragen. Das Finale fand am 7. Juli 1968 im GSP-Stadion von Nikosia statt.
Pokalsieger wurde APOEL Nikosia. Das Team setzte sich im Finale gegen EPA Larnaka durch. APOEL qualifizierte sich durch den Sieg für den Europapokal der Pokalsieger 1968/69.
Alle Begegnungen wurden in einem Spiel ausgetragen. Bei unentschiedenem Ausgang wurde das Spiel um zweimal 15 Minuten verlängert. Stand danach kein Sieger fest, folgte ein Wiederholungsspiel auf des Gegners Platz.

## Teilnehmer
In den beiden Qualifikationsrunden nahmen die Teams der Second Division teil, mit Ausnahme der beiden Gruppensieger, die für die 1. Runde qualifiziert waren. Zweitligist Keravnos Strovolou hatte zurückgezogen. Die Vereine der First Division stiegen in der 1. Runde ein.
| First Division (12)                                                                                   | First Division (12)                                                                                      | Second Division (9)                                                                           | Second Division (9)                                                            |
| --- | --- | --------------------------------------------------------------------------------------------- | ------------------------------------------------------------------------------ |
| - Alki Larnaka - Anorthosis Famagusta - AEL Limassol - APOEL Nikosia - Apollon Limassol - APOP Paphos | - Aris Limassol - EPA Larnaka - ASIL Lysi - Nea Salamis Famagusta - Omonia Nikosia - Pezoporikos Larnaka | - AEK Famagusta - Arion Limassol - ENAD Agios Dometios - Enosis Neon Paralimni - EPA Limassol | - Ethnikos Asteras Limassol - Evagoras Paphos - Orfeas Nikosia - PAEEK Kyrenia |

## 1. Qualifikationsrunde
Die Spiele fanden am 27. April 1968 statt.
|                     | Ergebnis |                           |
| ------------------- | -------- | ------------------------- |
| AEK Famagusta       | 2:4      | Orfeas Nikosia            |
| EPA Limassol        | 9:1      | Ethnikos Asteras Limassol |
| PAEEK Kyrenia       | 1:0      | Arion Limassol            |
| ENAD Agios Dometios | Freilos  |                           |

## 2. Qualifikationsrunde
|                | Ergebnis |                     |
| -------------- | -------- | ------------------- |
| Orfeas Nikosia | 2:3      | EPA Limassol        |
| PAEEK Kyrenia  | 1:0      | ENAD Agios Dometios |

## 1. Runde
Die Spiele fanden am 8. Juni 1968 statt.
|                       | Ergebnis |                       |
| --------------------- | -------- | --------------------- |
| Apollon Limassol      | 3:1      | Anorthosis Famagusta  |
| Enosis Neon Paralimni | 4:3      | Evagoras Paphos       |
| APOEL Nikosia         | 1:0      | Omonia Nikosia        |
| Pezoporikos Larnaka   | 5:1      | AEL Limassol          |
| PAEEK Kyrenia         | 3:2      | Aris Limassol         |
| APOP Paphos           | 0:4      | Alki Larnaka          |
| EPA Larnaka           | 2:0      | Nea Salamis Famagusta |
| EPA Limassol          | 2:3      | ASIL Lysi             |

## Viertelfinale
|                     | Ergebnis  |                       |
| ------------------- | --------- | --------------------- |
| Apollon Limassol    | 0:0 n. V. | EPA Larnaka           |
| Pezoporikos Larnaka | 6:0       | Enosis Neon Paralimni |
| APOEL Nikosia       | 12:00     | PAEEK Kyrenia         |
| Alki Larnaka        | 1:0       | ASIL Lysi             |

### Wiederholungsspiel
|             | Ergebnis |                  |
| ----------- | -------- | ---------------- |
| EPA Larnaka | 1:0      | Apollon Limassol |

## Halbfinale
|              | Ergebnis |                     |
| ------------ | -------- | ------------------- |
| Alki Larnaka | 3:4      | APOEL Nikosia       |
| EPA Larnaka  | 2:1      | Pezoporikos Larnaka |

## Finale
| Paarung       | APOEL Nikosia – EPA Larnaka |
| Ergebnis      | 2:1 (1:0) |
| Datum         | 7. Juli 1968 |
| Stadion       | GSP-Stadion, Nikosia |
| Tore          | 1:0 Leonidas Leonidou (17.) 2:0 Nikaros (54.) 2:1 Marios (90.) |
| APOEL Nikosia | Savvakis Vassiliou – Lefteris Poulias, Dimitris Chiotis – Solis Andreou, Stelios Charitakis, Stefanis Michail – Leonidas Leonidou, Pakkos, Nikaros, Andreas Stylianou, Spyros Kettenis. |
| EPA Larnaka   | Makis Alkiviadis – Kollas, Kostas – Michalakis Theodorou, Giannakis, Haris Kantzilieris – Skeparnidis, Tassos, Marios, Louis, Prokopis.                                                 |